# Маньома, Алексис
Алексис Кастильо Маньома (исп. Alexis Castillo Manyoma; род. 30 января 2003, Пуэрто-Техада, Каука) — колумбийский футболист, полузащитник клуба «Эстудиантес».

## Клубная карьера
Маньома — воспитанник клуба «Кортулуа». 2 февраля 2020 года в матче против «Реал Картахена» он дебютировал в колумбийской Примере B. 30 октября 2021 года в поединке против «Форталеса Сипакира» Алексис забил свой первый гол за «Кортула». По итогам сезона Маньома помог клубу выйти в элиту. 22 января 2022 года в матче против «Атлетико Насьональ» он дебютировал в Кубке Мустанга. В начале 2023 года Маньома на правах аренды перешёл в «Индепендьенте Санта-Фе».